# Затонский (Ростовская область)
Зато́нский — хутор в Шолоховском районе Ростовской области России.
Входит в состав Меркуловского сельского поселения.

## География
Расстояние до районного центра с учётом доступа транспортом — 36 км.

## Население
| 2010 |
| ---- |
| 125  |

## Улицы
- пер. Стрелка,
- ул. Центральная.